# ⅄
Cette page contient des caractères spéciaux ou non latins. S’ils s’affichent mal (▯, ?, etc.), consultez la page d’aide Unicode.
Ne doit pas être confondu avec Lambda latin, ʎ, 𐒳, Ⲗ ou 𑾰.
Le signe majuscule Y culbuté sans empattement, ⅄, est un symbole mathématique utilisé pour indiquer une opération binaire[à définir]. Dans certains ouvrages, plutôt que d’être une lettre majuscule Y culbutée comme son nom de caractère Unicode l’indique, il a les mêmes dimensions qu’un signe plus mais avec trois branches de longueurs identiques à 120°, par exemple le caractère S8450 dans les polices mathématiques de Monotype Corporation comme dans la police Times Four-line Mathematics (typeface series 569). Il est représenté par le code \upY dans certains paquets LaTeX comme fdsymbol, mnsymbol ou mdsymbol, par \Yup dans le paqute stmaryrd, et fait partie d’un ensemble de 4 symboles identiques mais tournés à 90°.

## Utilisation

𝔊₁ ⅄ 𝔊₂ comme dans le théorème 9.11 dans B. Huppert, Endliche Gruppen, vol. 1., 1967.

Il est utilisé dans le théorème I9.11 de Endliche Gruppen de Bertram Huppert (en) :

{\displaystyle {\mathfrak {G}}_{1}} ⅄ {\displaystyle {\mathfrak {G}}_{2}=\lbrace (G_{1},G_{2})|G_{i}\in {\mathfrak {G}}_{i},G_{1}^{\mu _{1}}=G_{2}^{\mu _{2}}\rbrace }